# Circaetinae
Circaetinae là một phân họ chim săn mồi từ trung bình đến lớn. Đây chủ yếu là các loài chim chuyên ăn rắn và các loài bò sát khác, vì vậy hầu hết được đặt tên là "đại bàng ăn rắn". Ngoại lệ duy nhất là Đại bàng Bateleur, một loài đi săn đa dạng hơn. Tất cả các loài trong phân họ đều phân bố ở phần ấm hơn của cựu thế giới.
Các loài này dùng mỏ để xé thịt từ con mồi, và cũng có đôi chân và móng vuốt mạnh mẽ. Chúng cũng có thị lực rất tốt để có thể phát hiện con mồi từ xa.

## Phân loại
- Circaetus
- Dryotriorchis (đôi khi gộp trong Circaetus).
- Spilornis
- Terathopius - Đại bàng Bateleur
- Pithecophaga - Đại bàng Philippin

## Hình ảnh

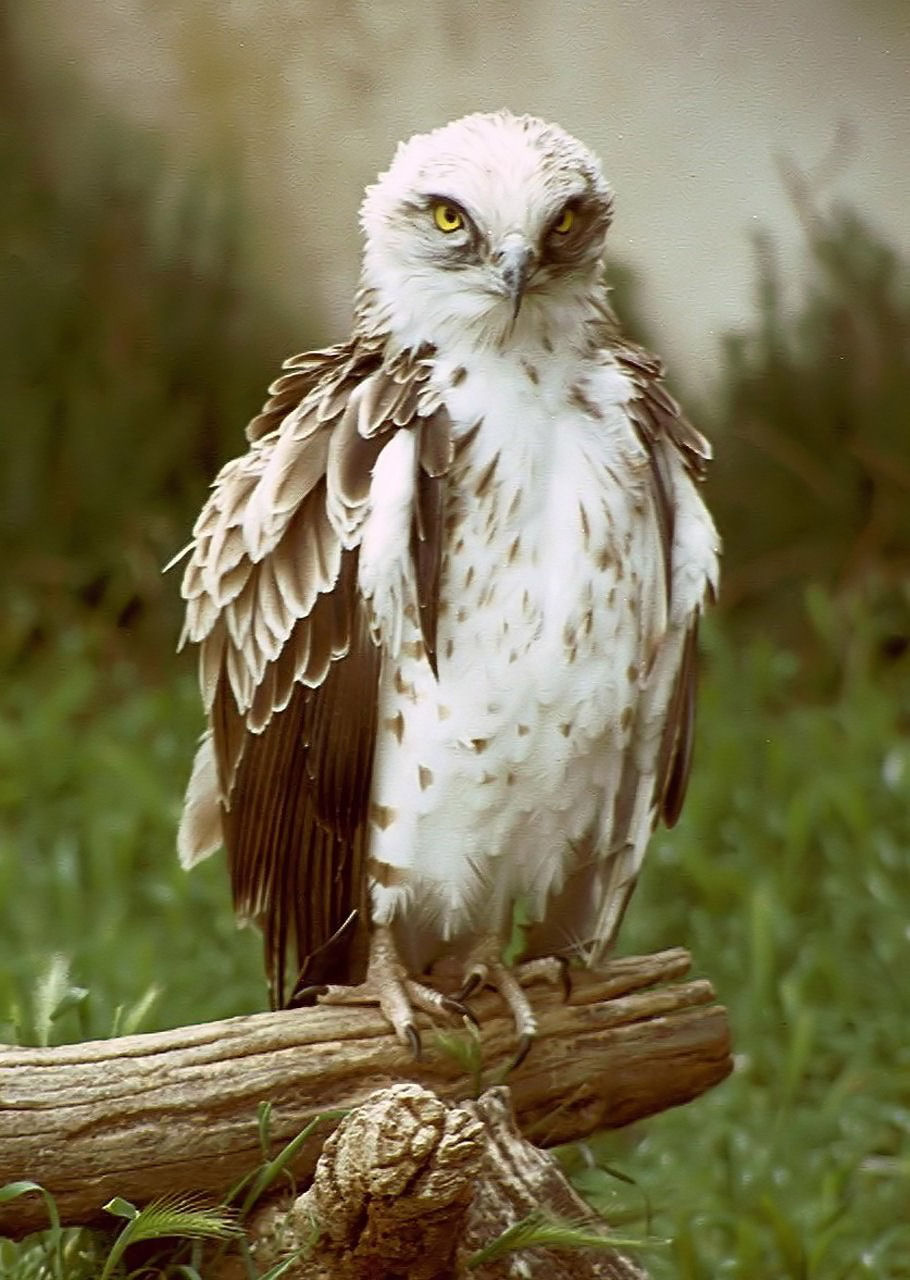
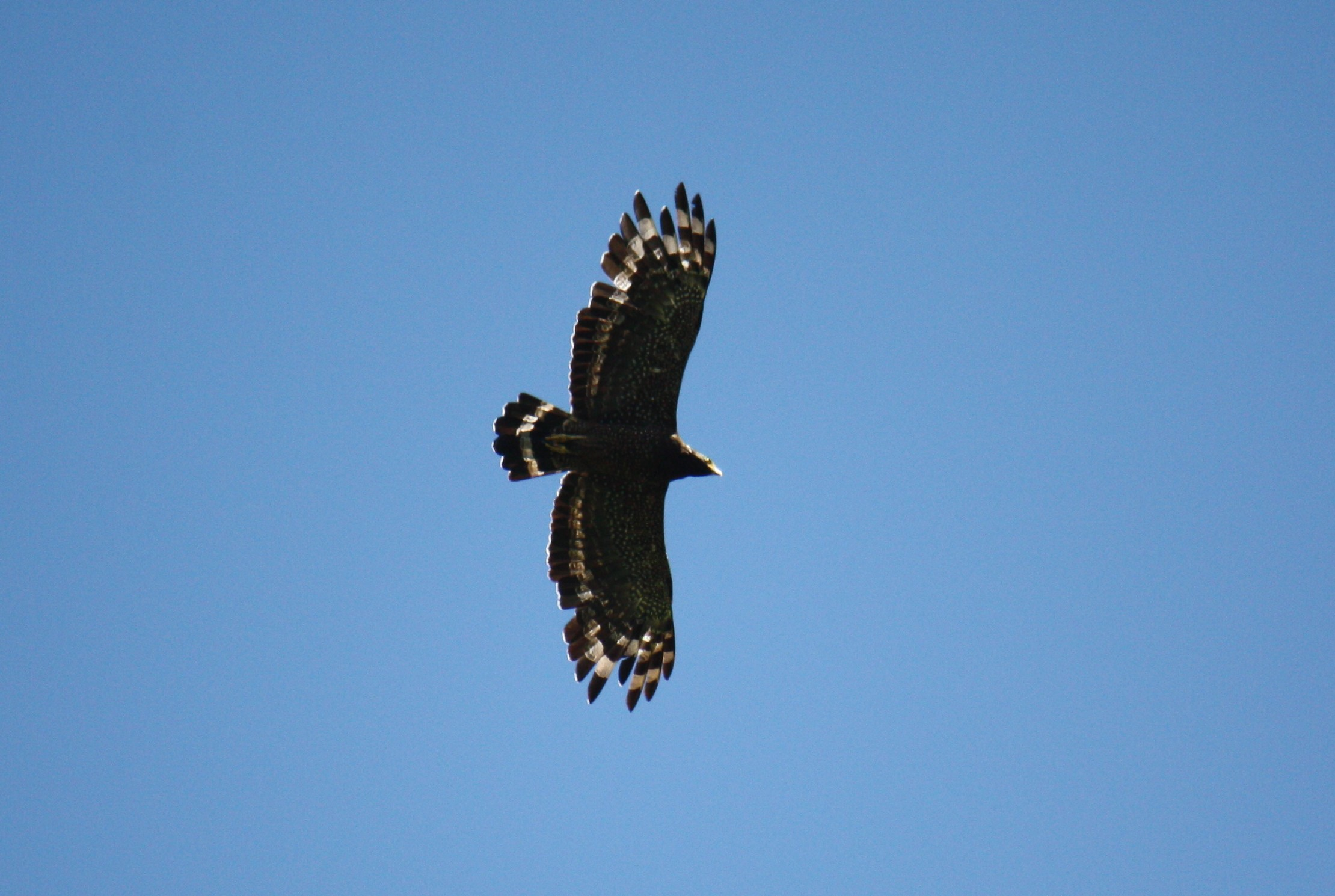
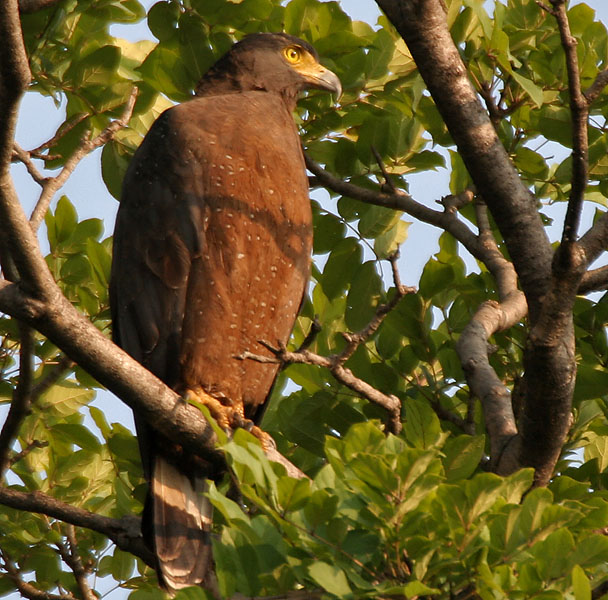
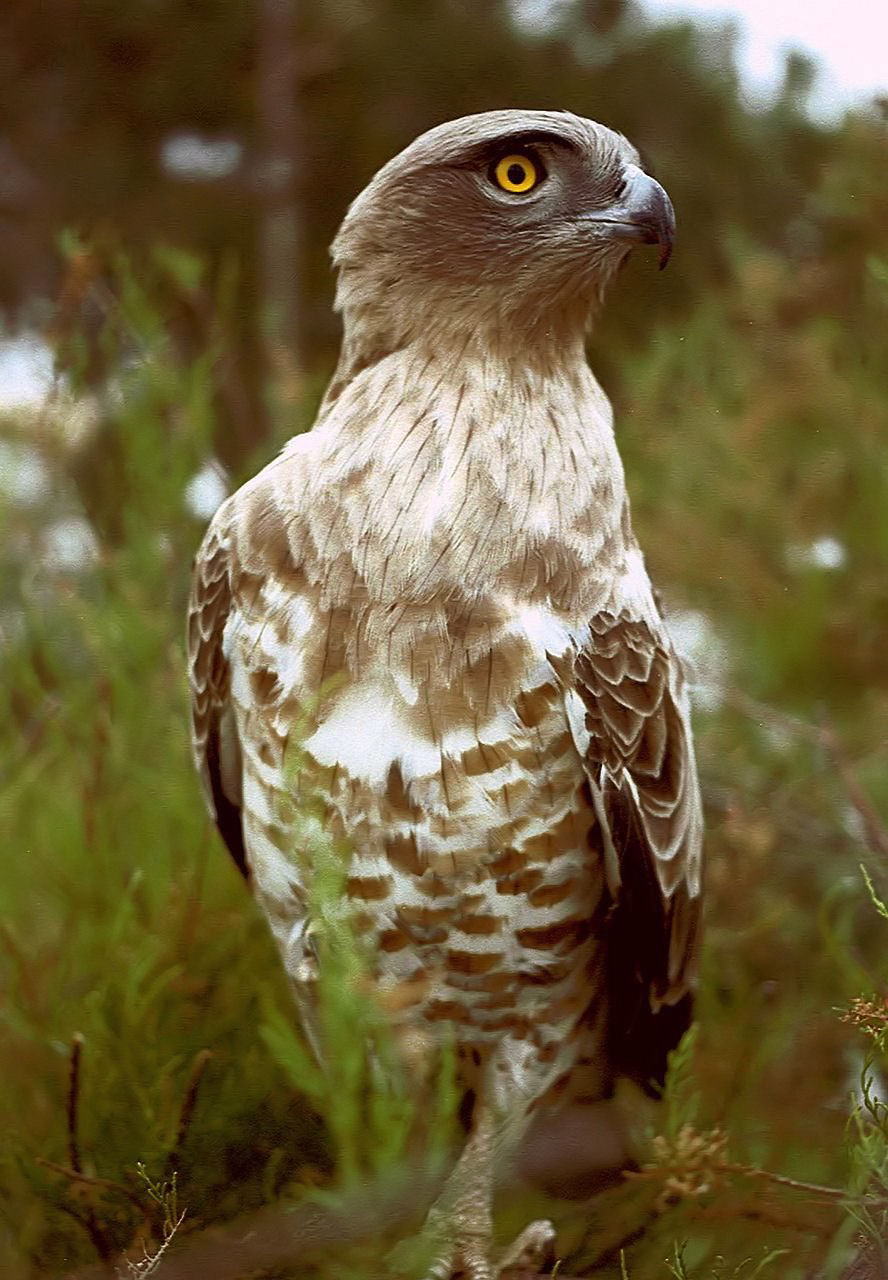

### Chuyển đi
- Eutriorchis: Xếp trong Perninae.